# Doktoři z Počátků
Doktoři z Počátků je televizní seriál z lékařského prostředí z malebné české vesničky vysílaný na TV Nova od 25. června 2013 do 11. ledna 2016. Jedná se o spin-off seriálu Ordinace v růžové zahradě 2. V seriálu účinkuje jako hlavní postava doktor Ota Kovář (Martin Stránský) z Ordinace v růžové zahradě 2. Hlavními hrdiny jsou vesničtí doktoři s odlišnými povahami a generačními rozdíly, avšak s jedním společným nepřítelem.

## Produkce

### Výroba
Seriál je spin-offem úspěšného seriálu TV Nova Ordinace v růžové zahradě 2. Natáčí se v hostivařských ateliérech a v středočeské obci Pyšely. Poměr scén v exteriéru a interiéru je zhruba vyrovnaný, ve srovnání s Ordinací se venku točí více. Seriál připravuje zatím pět sérií, přes 32 epizod a až podle sledovanosti se uvidí zda se bude pokračovat dál ze seriálem do budoucnosti. Producentka seriále Lenka Hornová se k seriálu vyjádřila: „Přemýšleli jsme o tom, kdyby nějaká postava z Ordinace začala někde jinde žít svým vlastním životem, přišlo nám to jako zajímavý nápad,“ uvedla Hornová s tím, že jde o takzvaný spin-off. „Ve světě je to naprosto běžný termín. Když je něco úspěšného, tak logicky se na tom úspěchu producenti chtějí trochu svézt,“ dodala Hornová. Hornová na seriálu pracuje se stejnými scenáristy jako na Ordinaci a to s Lucií Paulovou, Davidem Litvákem či Lucií Konášovou. Při volbě, která postava z Ordinace se objeví v novém spin-offu, bylo vybíráno z deseti možných kandidátů, z kterých byla nakonec vybrána postava Oty Kováře.

### Název
Název byl vybírán tak, aby evokoval nové začátky, které se v seriálu odehrávají. V České republice existuje město s názvem Počátky, tvůrci však o něm nevěděli a zjistili to až po pojmenování. Do města dokonce vyrazili, zda by bylo možné natáčet právě tam, ale nacházelo se daleko od ateliéru (v kraji Vysočina v okrese Pelhřimov) a seriál by se celkově prodražil.

### Šéf autoři a námět
- Námět: Lenka Hornová a Lucie Paulová (2013–2016)
- Šéf autoři: Lucie Paulová a David Litvák (2013–2016)

### Konec seriálu
Dne 3. dubna 2015 oznámila Naďa Konvalinková v rozhovoru pro Český rozhlas, že by v květnu téhož roku mělo skončit natáčení seriálu. Seriál by měl skončit návratem postavy doktora Oty Kováře zpět do seriálu Ordinace v růžové zahradě 2.

## Otův konec v Počátkách
- Ota kvůli lásce odchází z Počátků.
- Do Počátek přijede MUDr. Suchý a chce, aby se vrátil do Kamenice, což Ota nejdřív odmítne. Když ale Lída po nehodě Otu nepozná a pozná jen Jakuba, Zuzanku a Milana, Ota trpí, když pak sleduje šťastnou rodinku. Kvůli tomu odchází z Počátek a později přijme nabídku od MUDr. Suchého, v lednu 2016 se vrací do Kamenice.[10]

## Postavy a obsazení
| Postava                     | Představitel(ka)          | Roky účinkování | Série          | Poznámka |                |
| Hlavní postavy              | Hlavní postavy            | Hlavní postavy  | Hlavní postavy | Hlavní postavy | Hlavní postavy |
| --------------------------- | ------------------------- | --------------- | -------------- | --- | -------------- |
| MUDr. Ota Kovář             | Martin Stránský           | 2013–2016       | 1–5            | lékař v ordinaci, nástupce doktora Panenky                                                                                |                |
| MUDr. Jan Panenka †         | Václav Postránecký †      | 2013–2014, 2015 | 1–3, 5         | penzionovaný lékař, restituent farmy „Včelín“, v umělém spánku kvůli mrtvici. Po dlouhém umělém spánku zemřel v díle 123. |                |
| Josefka Suková-Panenková    | Lenka Termerová           | 2013–2016       | 1–5            | majitelka a prodavačka v konzumu                                                                                          |                |
| Rudolf Řezáč                | Marek Vašut               | 2013–2016       | 1, 3–5         | hospodský v hospodě, později ve vězení, v současné době opět na svobodě                                                   |                |
| Iva Říhová- Macková †       | Jitka Ježková             | 2013–2015       | 1–4            | podnikatelka z Prahy, manželka Zdeňka Mackazemřela na prasklou tepnu v dile 106                                           |                |
| Zdeněk Macek                | David Prachař             | 2013–2016       | 1–5            | bohatý podnikatel z Prahy a manžel Ivy Mackové, otec Bruna a Natálky a bratr Bohuny                                       |                |
| Bruno Macek                 | Zdeněk Piškula            | 2013–2016       | 1–5            | syn Ivy a Zdeňka Mackových                                                                                                |                |
| Natálie Macková             | Lenka Švejdová            | 2013–2016       | 1–5            | dcera Ivy a Zdeňka Mackových                                                                                              |                |
| Blanche Říhová              | Vlasta Peterková          | 2013–2016       | 1–5            | matka Ivy Mackové |                |
| Alexandr Říha               | Zdeněk Žák                | 2013–2016       | 1–5            | důchodce, bývalý podnikatel a otec Ivy Mackové                                                                            |                |
| Bohumila Macková            | Sandra Pogodová           | 2015–2016       | 4–5            | sestra Zdeňka Macka |                |
| Markéta Suková-Bílková      | Michaela Sejnová          | 2013–2016       | 1–5            | sestřička v ordinaci, později na mateřské                                                                                 |                |
| Ondřej Bílek                | Václav Jílek              | 2013–2016       | 1–5            | čerstvě vystudovaný psycholog, terapeut, ředitel Včelína                                                                  |                |
| RNDr. Milena Petrů-Kostková | Halina Pawlowská          | 2013–2016       | 1–5            | bývalá klientka resocializačního centra ve Včelíně, závislá na lécích a jídle                                             |                |
| Marta Vaňková               | Sabina Laurinová          | 2013–2016       | 1–5            | bývalá klientka resocializačního centra ve Včelíně, alkoholička                                                           |                |
| Jaroušek Čížek              | Martin Písařík            | 2013–2016       | 1–5            | retardovaný nevlastní syn doktora Panenky                                                                                 |                |
| Vanda Řezáčová-Brázková     | Nela Boudová              | 2013–2016       | 1–5            | hostinská v místní hospodě                                                                                                |                |
| Filip Řezáč                 | Andrej Lekeš              | 2013–2015       | 1–5            | syn Vandy |                |
| Míša Kovářová               | Adéla Kunzová             | 2013, 2015      | 1, 4           | dcera doktora Kováře |                |
| Václav Paděra               | Josef Carda               | 2013–2014       | 1–3            | vyděrač, bývalý vězeň a pomocník ve Včelíně kde skončil a z Počátek odešel                                                |                |
| Květa Hujová                | Uršula Kluková            | 2013–2016       | 1–5            | místní drbna |                |
| Růžena Malá                 | Zdena Herfortová          | 2013–2016       | 1–5            | nejlepší kamarádka Květy                                                                                                  |                |
| Ladislav Mirvald            | Zdeněk Srstka             | 2013–2016       | 1–5            | důchodce |                |
| Miloš Dvořák †              | Zdeněk Dušek              | 2013–2014       | 1–2            | důchodce, zemřel v 34. dílu                                                                                               |                |
| Marek Kostka                | Jakub Kohák               | 2013–2015       | 1–5            | kuchař, bývalý klient Včelína                                                                                             |                |
| Jana Suková-Burdová         | Pavlína Mourková          | 2013–2015       | 1–4            | dcera Josefky Sukové a matka Markéty Sukové-Bílkové                                                                       |                |
| Karel Gaunuš                | Gustav Bubník             | 2013–2015       | 1–4            | obchodník a bývalý společník Macka                                                                                        |                |
| Kamila Voláková             | Barbora Jánová            | 2013            | 1              | bývalá klientka Včelína                                                                                                   |                |
| Jitka Voláková              | Simona Prasková           | 2013–2016       | 1–5            | matka Kamily Volákové |                |
| Dita Sýkorová               | Lucie Kožinová            | 2013–2016       | 1–5            | zahradnice |                |
| Alice Mládková              | Simona Vrbická            | 2013–2016       | 1–5            | |                |
| Petr Prchal                 | Josef Láska               | 2013–2014       | 1–2            | bývalý klient Včelína |                |
| Pavel Kučera                | Roman Tomeš               | 2013–2014       | 1–2            | bývalý klient Včelína |                |
| Slávek Hájovský             | Milan Slepička †          | 2013–2016       | 1–5            | důchodce |                |
| Miloslav Lacina             | Zdeněk Černín             | 2013–2016       | 1–5            | důchodce |                |
| Emílie Beranová             | Iva Janžurová             | 2014–2016       | 2–5            | sestra Františka |                |
| František Beran             | Josef Dvořák              | 2014–2016       | 2–5            | bratr Emilky |                |
| Roman Brázek                | Miroslav Šimůnek          | 2014–2016       | 2–5            | hostinský a manžel Vandy                                                                                                  |                |
| Kateřina Jíchová            | Kristýna Maléřová         | 2014            | 2–3            | sestra v ordinaci po odchodu Markéty Sukové na mateřskou, později odešla                                                  |                |
| Karla Brázková              | Naďa Konvalinková         | 2014–2016       | 2–5            | matka Romana Brázka |                |
| David Dřímal                | Martin Preiss, Jan Maxián | 2014–2015       | 2–5            | nový klient Včelína, zbláznil se ze svého bohatství a pak se stal manželem Marty                                          |                |
| MUDr. Jakub Poláček         | David Gránský             | 2014–2016       | 3–5            | nový „zdravotní bratr“, náhrada za Katy a nový doktor za Panenku                                                          |                |
| Vít Holý                    | Petr Štěpánek             | 2015            | 4, 5           | bývalý kamarád Emy a manžel Oliny, která zemřela, dlouho žil v Rakousku                                                   |                |
| Naďa Bondarenko             | Zuzana Stavná             | 2014–2015       | 3–4            | ukrajinský přistěhovalec, pracuje jako striptérka v Týnci                                                                 |                |
| MUDr. David Suchý           | Jan Čenský                | 2015            | 4, 5           | primář chirurgie v kamenické nemocnici, objevuje se v seriálu Ordinace v růžové zahradě 2                                 |                |
| Kateřina Vránová            | Jana Stryková             | 2013            | 1              | sestra v kamenické nemocnici, vystupuje v seriálu Ordinace v růžové zahradě 2                                             |                |
| Petr Janda                  | Petr Janda                | 2015            | 4              | viz Petr Janda |                |
| Marta Jandová               | Marta Jandová             | 2015            | 4              | viz Marta Jandová |                |
| Zuzana Dolejší              | Rebeka Chudobová          | 2014–2016       | 3–5            | sestra Jakuba Poláčka |                |
| Jindřich Čech               | Petr Pospíchal            | 2013            | 2              | bratr Josefky |                |
| Milan Dolejší               | Tomáš Matonoha            | 2014–2016       | 3–5            | Exmanžel Lídy |                |
| Lída Dolejší                | Lucie Benešová            | 2014–2016       | 3–5            | Exmanželka Milana, přítelkyně Oty                                                                                         |                |
| Olga Krüger                 | Sabina Remundová          | 2015            | 4–5            | Dcera Oliny, sestry Emy Beranové                                                                                          |                |
| Nora                        | Vanda Hybnerová           | 2015–2016       | 5              | Neteř hraběnky Viktorie                                                                                                   |                |
| Paní hraběnka Viktorie      | Gabriela Vránová          | 2015–2016       | 5              | |                |
| Bedřich Dobruška            | Oldřich Vízner            | 2015–2016       | 4–5            | Bývalý cirkusák |                |
| Matěj Pokorný               | Dominik Jetel             | 2015–2016       | 4–5            | Pomocník u Beranů |                |
| Aleš Sládek                 | Leoš Noha                 | 2015–2016       | 5              | |                |
| Libor Sládek                | Kamil Halbich             | 2015–2016       | 5              | |                |
| Hubert Šťovík               | Oldřich Vlach             | 2015            | 5              | Zahradník a pomocník u hraběnky                                                                                           |                |
| Lina Krüger                 | Lucie Polišenská          | 2015–2016       | 5              | Neteř Beranových |                |
| Vlaďka Fišerová             | Denisa Pfauserová         | 2015–2016       | 4–5            | Přítelkyně Matěje |                |
| MUDr. Leopold Včela         | Tomáš Kořének             | 2013–2016       | 1–5            | neurolog v nemocnici v Týnci                                                                                              |                |
| MUDr. Erik Ostrý            | Lukáš Král                | 2013–2016       | 1–5            | chirurg v nemocnici v Týnci                                                                                               |                |

## Epizody
- Natáčení probíhalo od března 2013 do května 2015

| Řada | Díly | Premiéra        | Premiéra         |
| Řada | Díly | První díl       | Poslední díl     |
| ---- | ---- | --------------- | ---------------- |
| 1    | 32   | 25. června 2013 | 8. prosince 2013 |
| 2    | 23   | 19. ledna 2014  | 29. června 2014  |
| 3    | 31   | 25. srpna 2014  | 8. prosince 2014 |
| 4    | 33   | 12. ledna 2015  | 15. června 2015  |
| 5    | 17   | 23. září 2015   | 11. ledna 2016   |